# ガルテル

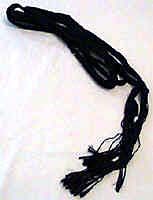
細い黒色のガルテル

ガルテル（דער גאַרטל, gartel）はハシディズムで用いられた黒い腰紐。ガルテルはドイツ語ギュルテル der Gürtel （帯）に由来する。男性が腰に巻く。
目的は勿論聖化のためにある。
シュルハン・アルーフ O.C. 91:2、ミシュナー・ベルーラー Mishnah Berurah 91:5 などを参照のこと。
スクヴェル派 Skver などは現在も一日中つけている。